# Acer bohemicum
Acer bohemicum é uma espécie de árvore do gênero Acer, pertencente à família Aceraceae.